# Jesteś lekiem na całe zło
Jesteś lekiem na całe zło – album CD polskiej piosenkarki Krystyny Prońko, będący powtórzeniem nagrań z winylowego LP Krystyna Prońko z 1983 (w innym układzie utworów i – w kilku przypadkach – odmiennym czasem trwania poszczególnych nagrań) z dodatkiem czterech nagrań bonusowych (utwory „Ta melancholia” i „Tłukę odbicie w szkle” były na płycie Subtelna gra).
Płyta CD została wyprodukowana w Austrii i wydana w 1994 przez wytwórnię KOCH International (3-3843-2), we współpracy z firmą Power Music, należącą do Krystyny Prońko. Materiał został jednocześnie wydany na kasecie magnetofonowej KOCH International 3-3843-4 (kolejność nagrań inna niż na CD).

## Lista utworów
| 1.  | "Jesteś lekiem na całe zło"                 | 4:37  |
|     |                                             |       |
| 2.  | "Wołam cię"                                 | 4:12  |
|     |                                             |       |
| 3.  | "Życzenia wesołych świąt"                   | 4:39  |
|     |                                             |       |
| 4.  | "Piąta liga"                                | 3:58  |
|     |                                             |       |
| 5.  | "Król pozorów"                              | 3:52  |
|     |                                             |       |
| 6.  | "Może pisać to palcem po wodzie"            | 4:50  |
|     |                                             |       |
| 7.  | "Akcja spekulacja"                          | 3:20  |
|     |                                             |       |
| 8.  | "Bożek gorzelny"                            | 4:33  |
|     |                                             |       |
| 9.  | "Nie ma już nic na bis"                     | 2:55  |
|     |                                             |       |
| 10. | Bonus "Walczyk (z filmu Hallo Szpicbródka)" | 2:45  |
|     |                                             |       |
| 11. | Bonus "Ta melancholia"                      | 3:42  |
|     |                                             |       |
| 12. | Bonus "Tłukę odbicie w szkle"               | 3:18  |
|     |                                             |       |
| 13. | Bonus "Ballada o Pucku"                     | 4:29  |
|     |                                             |       |
|     |                                             | 51:10 |
|     |                                             |       |

## Muzycy
inf. dot. LP Krystyna Prońko
- Krystyna Prońko – śpiew
- Krzysztof Barcik – gitara
- Winicjusz Chróst – gitara elektryczna
- Henryk Miśkiewicz – saksofon altowy, saksofon sopranowy
- Wojciech Morawski – perkusja
- Wojciech Olszewski – fortepian Fendera
- Adam Puacz – saksofon altowy
- Piotr Prońko – saksofony: altowy, sopranowy, tenorowy i barytonowy
- Wojciech Prońko – gitara basowa
- Jan Ryfa – perkusja
- Jacek Skubikowski – gitara akustyczna
- Marek Stefankiewicz – instrumenty klawiszowe
- Arkadiusz Żak – gitara basowa

## Informacje uzupełniające
dot. LP Krystyna Prońko
- Redakcja płyty – Marek Dębski
- Aranżacje – Marek Stefankiewicz (1,2, 6–8)
- Aranżacje – Prońko Band (3–5)
- Reżyseria i realizacja nagrań – Sławomir Wesołowski
- Asystent reżysera nagrań – Mariusz Zabrodzki
- Projekt okładki płyty – Marek Goebel
- Zdjęcia – Sergiusz Sachno